# Ugovor o izradi softvera
Prilikom naručivanja izrade personalizovanog softvera, naručilac i izvođač potpisuju posebnu vrstu Ugovora o delu - Ugovor o autorskom delu, za koji važe odredbe zakona kojima se uređuju obligacioni odnosi i odredbe propisa o zaštiti autorskih prava.
Ugovorom o narudžbini autorskog dela se autor obavezuje da za naručioca izradi autorsko delo i preda mu primerak tog dela. Autor je dužan da posao završi i preda primerak dela naručiocu, a naručilac se obavezuje da primi rad i isplati autoru ugovorenu naknadu.
Poslodavac može da angažuje radnika po ugovoru o delu samo za poslove koji su van delatnosti poslodavca.

## Karakteristike ugovora
Ugovor mora da sadrži: 
1. imena ugovornih strana
2. naslov, odnosno identifikaciju autorskog dela,
3. prava koja su predmet ustupanja, odnosno prenosa,
4. visinu, način i rokove plaćanja autorske naknade ako je ugovorena, kao i sadržinska, prostorna i vremenska ograničenja ako postoje[1]

Ovakvi ugovori obično sadrže i klauzulu da se izvršilac posla obavezuje da u određenom roku obavi konkretan posao za potrebe naručioca, a naručilac se obavezuje da za izvršeni posao isplati naknadu u tačno određenom iznosu i u tačno utvrđenom roku, najčešće posle završetka posla radi kojeg je sklopljen ugovor.

### Dodatne stavke u ugovoru
Ugovor može biti i detaljniji, pa da sadrži i:
- način na koji će izvršilac obaviti posao, u skladu sa standardima struke, kvalitetno, blagovremeno, uz konsultacije sa naručiocem ili licem koje on ovlasti,
- obavezu naručioca da obezbedi potrebna sredstva,
- stavku da je izvršilac dužan da otkloni nedostatke u određenom roku,
- ovlašćenje naručioca da autorsko delo (softver) nastalo po ugovoru koristi u potpunosti prema svojim potrebama odnosno potrebama projekta u okviru koga je angažovan izvršilac, kao i da vrši izmene koje su tehnički neminovne ili uobičajene za taj način iskorišćavanja dela...[2]

Kako je autorsko delo računarski program, po Zakonu o autorskom i srodnim pravima (član 98. stav 4) trajni nosilac svih isključivih imovinskih prava na delu je naručilac, ukoliko ugovorom nije drugačije određeno.
Na sve situacije koje nisu predviđene ugovorom neposredno se primenjuju odredbe Zakona o obligacionim odnosima i Zakona o autorskom i srodnim pravima.

## Spoljašnje veze
- O autorskim i srodnim pravima
- Zakon o obligacionim odnosima